# 池田長正
池田 長正（いけだ ながまさ、生年不明 - 永禄6年（1563年））は、戦国時代の武将。通称は弥太郎、官位は筑後守。父は池田信正、母は三好政長娘。子に知正、光重がいる。

## 略歴
摂津池田氏は摂津国の国人。天文17年（1548年）、父信正は細川晴元に背いて敗れ切腹に追い込まれたため、長正が家督を継いだ。一時は北摂地域を支配するまで勢力を拡大したが、三好長慶と戦い敗れ、三好氏に属した。三好氏の家臣となって以後は安見宗房らと戦ったという。
永禄6年（1563年）に死去。後を一族の池田勝正が継承したものの、池田氏の家臣団は内部分裂を起こし二派に分かれ抗争することになった。